# Киндяковы
Киндяковы — русский дворянский род.

## Происхождение
Определением Симбирского дворянского депутатского собрания коллежский асессор Василий Афанасьевич Киндяков с семейством признан в потомственном дворянском достоинстве с внесением в I часть Дворянской родословной книги, на что 22 декабря 1792 года ему выдана грамота.

## Описание герба
Герб Киндяковых внесен в Часть 7 Сборника дипломных гербов Российского Дворянства, невнесённых в Общий Гербовник, № 39:
Щит разделен горизонтально на две части, в верхней в зелёном поле изображена золотая звезда, а в нижней в красном поле поставлено серебряное стропило. Щит увенчан дворянским шлемом и короною со страусовыми перьями, намёт на щите зеленый подложен золотом.

## Представители
- Василий Афанасьевич Киндяков (?—1820) — с 1754 года служил в артиллерии и 27 февраля 1767 года вышел в отставку в звании поручика артиллерии. В 1780 году был назначен председателем Симбирской верхней расправы. 20 мая 1786 года получил чин коллежского асессора, затем — чин надворного советника. С 1784 по 1789 год и с 1795 по 1797 год дважды избирался Симбирским уездным предводителем дворянства.
  - Лев Васильевич Киндяков (1772-?) женат на Анне Владиславовне (?-1857), послужившей прототипом бабушки в романе «Обрыв» и, возможно, прототипом княгини Лиговской в «Герое нашего времени».
    - Аделаида Львовна — дочь Льва Васильевича, стала подполковницей Харламовой.
    - Наталья Львовна — старшая дочь, в замужестве Ренкевич.
      - Александра и Наталья — дочери Натальи Львовны, ставшие прототипами Верочки и Марфеньки в «Обрыве» Гончарова. Жили у бабушки Анны Владиславовны.

    - Александр Львович Киндяков — полковник, женат на Эмилие Александровне Скребицкой.
      - Софья Александровна Киндякова — жена секретаря посольства Великобритании при бельгийском дворе Роберта Максимилиана Перси-Френча.
        - Екатерина Максимилиановна Перси-Френч (1864—1938) — русско-ирландская благотворительница, богатая помещица Симбирской губернии.

  - Пётр Васильевич Киндяков (1768—1827) — генерал-майор русской императорской армии, командир Санкт-Петербургского драгунского полка. Женат на Александре Васильевне NN.
    - Мария Петровна (1803—1851) — жена библиографа Сергея Дмитриевича Полторацкого, художник-портретист, некоторые её акварели хранятся в Ульяновском художественном музее.
    - Елизавета Петровна (1805—1854) — именуемая П. Вяземским «запретной розой»; с 1824 года жена князя И. А. Лобанова-Ростовского, с которым развелась, чтобы выйти замуж за А. В. Пашкова.
    - Екатерина Петровна (1812—1839) — жена Александра Николаевича Раевского, знаменитого своими отношениями с Пушкиным
      - Александра Александровна Раевская (1839—1863) — дочь Екатерины Петровны, вышла замуж за графа И. Г. Ностица.
        - Григорий — сын Александры.

  - Павел Васильевич Киндяков — поручик русской императорской армии. Остался холостяком.

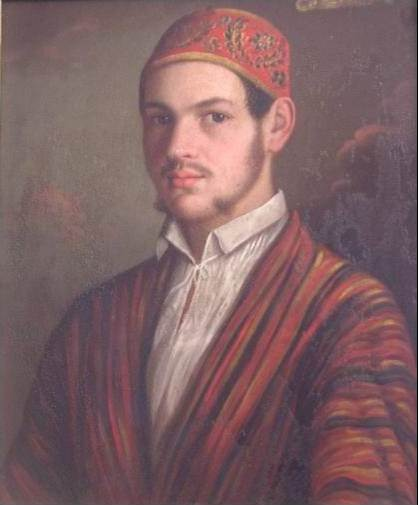
Лев Васильевич Киндяков, портрет 1810-х гг.
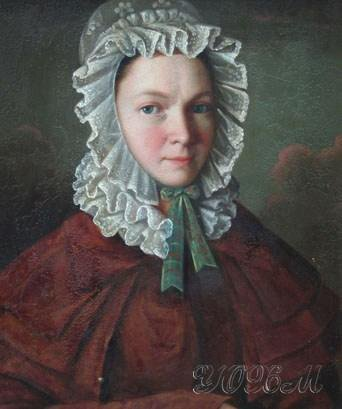
Анна Владиславовна Киндякова, портрет 1810-х гг.
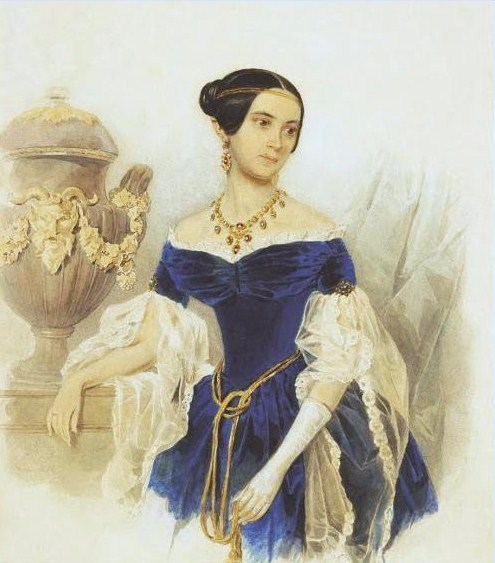
Екатерина Петровна Киндякова, портрет работы Петра Соколова, 1830-е гг.
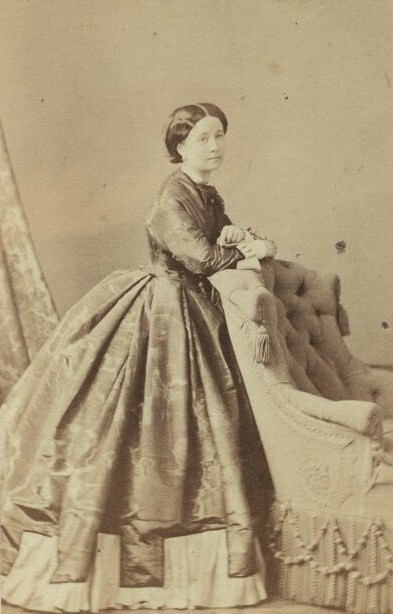
Софья Александровна Киндякова, фото 1860-х гг.
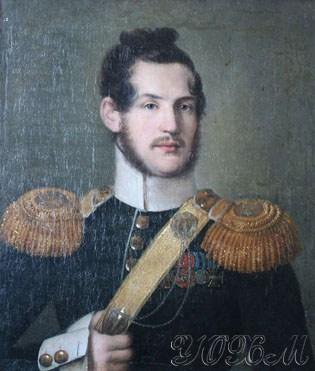
Портрет майора Александра Львовича Киндякова, Неизвестный художник 2 четв. XIX в.
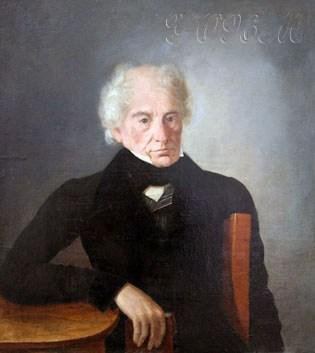
Портрет Александра Львовича Киндякова, неизвестный художник посл. трети XIX в.
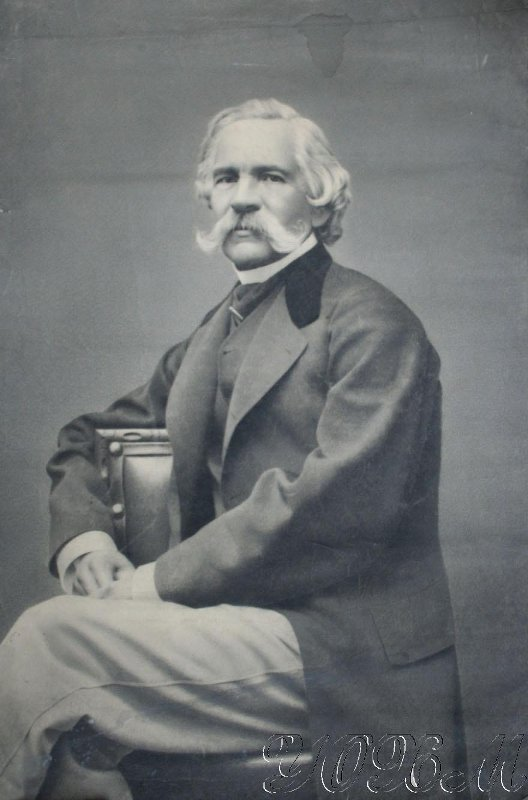
А. Л. Киндяков, фотография 1897 г.